# Дружбівський кар'єр

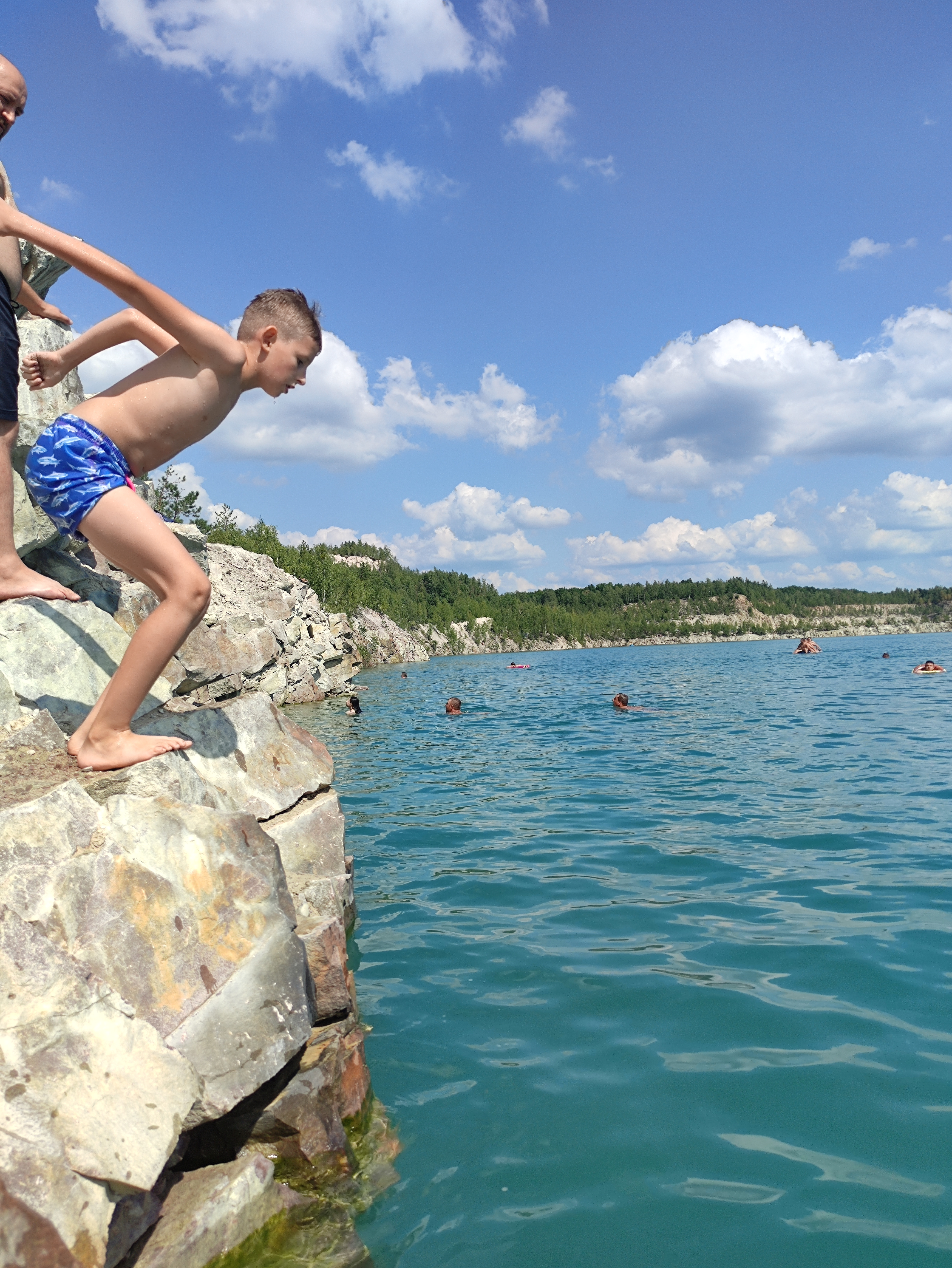
Дружбівський кар'єр

Дружбівський кар'єр нерудних копалин «Кварц» — колишнє підприємство, наразі озеро, місце відпочинку, розташоване поблизу смт Дружба Коростенського району Житомирської області.
Дружбівський кар'єр разом із заводом має площу орієнтовно 124 га

## Історія
Розробка кар'єру розпочата в 1948 році для забезпечення військової промисловості будівельними матеріалами.
З утворенням незалежної України кар'єр перейшов у відання Міністерства оборони і отримав назву Державне підприємство Міністерства оборони України Дружбівський кар'єр нерудних копалин «Кварц».
У 2020 році кар'єр перейшов у власність до Фонду державного майна.
Продаж кар'єру на аукціоні у березні 2023 року викликав бурхливі дискусії щодо його майбутнього.
Переможцем стала ТОВ «Імуногенетика» зі статутним капіталом 1 тис. грн. Компанія зареєстрована у Броварах у 2019 році.
Дружбівський кар’єр оцінили у 2 млн 800 тис. грн. Новий власник отримав 24 будівлі та 132 га землі.

## Завод
Біля кар'єру розташовується  Комбінат залізо -бетонних гідро конструкцій, на якому  переробляли граніт на щебінь.
В СРСР для робітників та керівників підприємства,  Лопуга Іван - директор заводу, збудував два поселення  Дружба на Новоозерянка, які в 1961 році стали селищами міського типу.

## Місце відпочинку
Станом на 2023 кар'єр затоплений і є місцем для відпочинку. В озері чиста вода бірюзового кольору, високі скелі, на яких росте ліс і штучні гори білого кольору, через які проходить спуск до пляжу.

## Околиці
За 15 км від кар'єру розташовується геологічний заказник «Камінне село».